# Saint-Sulpice-de-Pommeray
Saint-Sulpice-de-Pommeray és un municipi francès, situat al departament del Loir i Cher i a la regió de Centre – Vall del Loira. L'any 2007 tenia 1.802 habitants.

## Demografia

### Població
El 2007 la població de fet de Saint-Sulpice-de-Pommeray era de 1.802 persones. Hi havia 673 famílies, de les quals 94 eren unipersonals (51 homes vivint sols i 43 dones vivint soles), 268 parelles sense fills, 287 parelles amb fills i 24 famílies monoparentals amb fills.
La població ha evolucionat segons el següent gràfic:
Habitants censats

### Habitatges
El 2007 hi havia 694 habitatges, 672 eren l'habitatge principal de la família, 8 eren segones residències i 14 estaven desocupats. 680 eren cases i 12 eren apartaments. Dels 672 habitatges principals, 603 estaven ocupats pels seus propietaris, 64 estaven llogats i ocupats pels llogaters i 5 estaven cedits a títol gratuït; 3 tenien una cambra, 11 en tenien dues, 71 en tenien tres, 192 en tenien quatre i 396 en tenien cinc o més. 587 habitatges disposaven pel capbaix d'una plaça de pàrquing. A 228 habitatges hi havia un automòbil i a 427 n'hi havia dos o més.

### Piràmide de població
La piràmide de població per edats i sexe el 2009 era:
| Homes | Edats   | Dones |
| ----- | ------- | ----- |
| 0     | 95 o +  | 0     |
| 4     | 90 a 94 | 0     |
| 4     | 85 a 89 | 4     |
| 12    | 80 a 84 | 0     |
| 20    | 75 a 79 | 16    |
| 20    | 70 a 74 | 16    |
| 24    | 65 a 69 | 40    |
| 52    | 60 a 64 | 40    |
| 84    | 55 a 59 | 56    |
| 64    | 50 a 54 | 96    |
| 84    | 45 a 49 | 64    |
| 80    | 40 a 44 | 104   |
| 100   | 35 a 39 | 80    |
| 52    | 30 a 34 | 76    |
| 20    | 25 a 29 | 48    |
| 40    | 20 a 24 | 40    |
| 52    | 15 a 19 | 80    |
| 100   | 10 a 14 | 80    |
| 76    | 5 a 9   | 120   |
| 28    | 0 a 4   | 64    |

## Economia
El 2007 la població en edat de treballar era de 1.230 persones, 910 eren actives i 320 eren inactives. De les 910 persones actives 844 estaven ocupades (456 homes i 388 dones) i 67 estaven aturades (31 homes i 36 dones). De les 320 persones inactives 141 estaven jubilades, 120 estaven estudiant i 59 estaven classificades com a «altres inactius».

### Ingressos
El 2009 a Saint-Sulpice-de-Pommeray hi havia 688 unitats fiscals que integraven 1.869 persones, la mediana anual d'ingressos fiscals per persona era de 20.581 €.

### Activitats econòmiques
Dels 49 establiments que hi havia el 2007, 1 era d'una empresa alimentària, 7 d'empreses de fabricació d'altres productes industrials, 10 d'empreses de construcció, 9 d'empreses de comerç i reparació d'automòbils, 2 d'empreses de transport, 1 d'una empresa d'hostatgeria i restauració, 1 d'una empresa d'informació i comunicació, 1 d'una empresa immobiliària, 5 d'empreses de serveis, 9 d'entitats de l'administració pública i 3 d'empreses classificades com a «altres activitats de serveis».
Dels 15 establiments de servei als particulars que hi havia el 2009, 3 eren tallers de reparació d'automòbils i de material agrícola, 1 paleta, 3 guixaires pintors, 1 fusteria, 3 lampisteries, 1 electricista, 2 perruqueries i 1 saló de bellesa.
Dels 2 establiments comercials que hi havia el 2009, 1 era una gran superfície de material de bricolatge i 1 una botiga de menys de 120 m².
L'any 2000 a Saint-Sulpice-de-Pommeray hi havia 4 explotacions agrícoles.

## Equipaments sanitaris i escolars
L'únic equipament sanitari que hi havia el 2009 era una farmàcia.
El 2009 hi havia 1 escola maternal i 1 escola elemental.

## Poblacions properes
El següent diagrama mostra les poblacions més properes.